# Stiefel, die den Tod bedeuten
Stiefel, die den Tod bedeuten  (Originaltitel: Blind Terror) ist ein britischer  Film aus dem Jahre 1971. Regie führte Richard Fleischer.

## Handlung
Die Reiterin Sarah ist seit einem Unfall erblindet und lebt mit ihrer Familie auf dem Land. Einige ihrer Familienmitglieder werden ermordet, was Sarah allerdings nicht unmittelbar feststellen kann.
Sie erfährt erst von Barker, dass ein Mörder sein Unwesen getrieben hat und dass dieser eine Kette mit seinem Namen verloren hat, die er zurückholen möchte. Sarah flieht aus dem Haus zu einer Wohnwagensiedlung von Roma. Dort zeigt sie Tom, dem Familienoberhaupt die Kette, aber, da er sieht, dass der Name seines Bruders Jack dort steht, ihr nicht hilft und sie stattdessen einsperrt.
Als sich Sarah befreien kann, kommt ihr Steve zu Hilfe. Sie bemerken auch, dass der Name tatsächlich „Jacko“ lautet und Jack nichts mit ihrem Fall zu tun hat. Zuhause angekommen, nimmt Sarah ein Bad. Währenddessen kommt Jacko ins Badezimmer, um Sarah zu ertränken. Er wird aber von Steve, der hereineilt, um Sarah zu beschützen, überwältigt.

## Kritik
Das Lexikon des internationalen Films urteilte, der Film sei ein „[e]ffektvoll und routiniert inszenierter Thriller“, dem es gelinge, „die Nerven der Zuschauer arg“ zu strapazieren.